# Тандетник
Тандетник або тендетник — ремесло, назва якого згадується у списках населення містечка Лохвиця, Лохвицької сотні за 1740 рік. Нараховувалось двоє тендетників на той рік.
Це ремесло не зустрічається у наш час, тому слово не широковживане серед людей. Однак, при певних історичних обставинах, ремесло стало підґрунтям для створення прізвища.  